# 张思甸
张思甸（？—？），湖南宁乡人，是一名清朝政治人物。
张思甸曾于1792年接替王劝任金山县知县一职，1794年由杨兆鹤接任。